# Галли

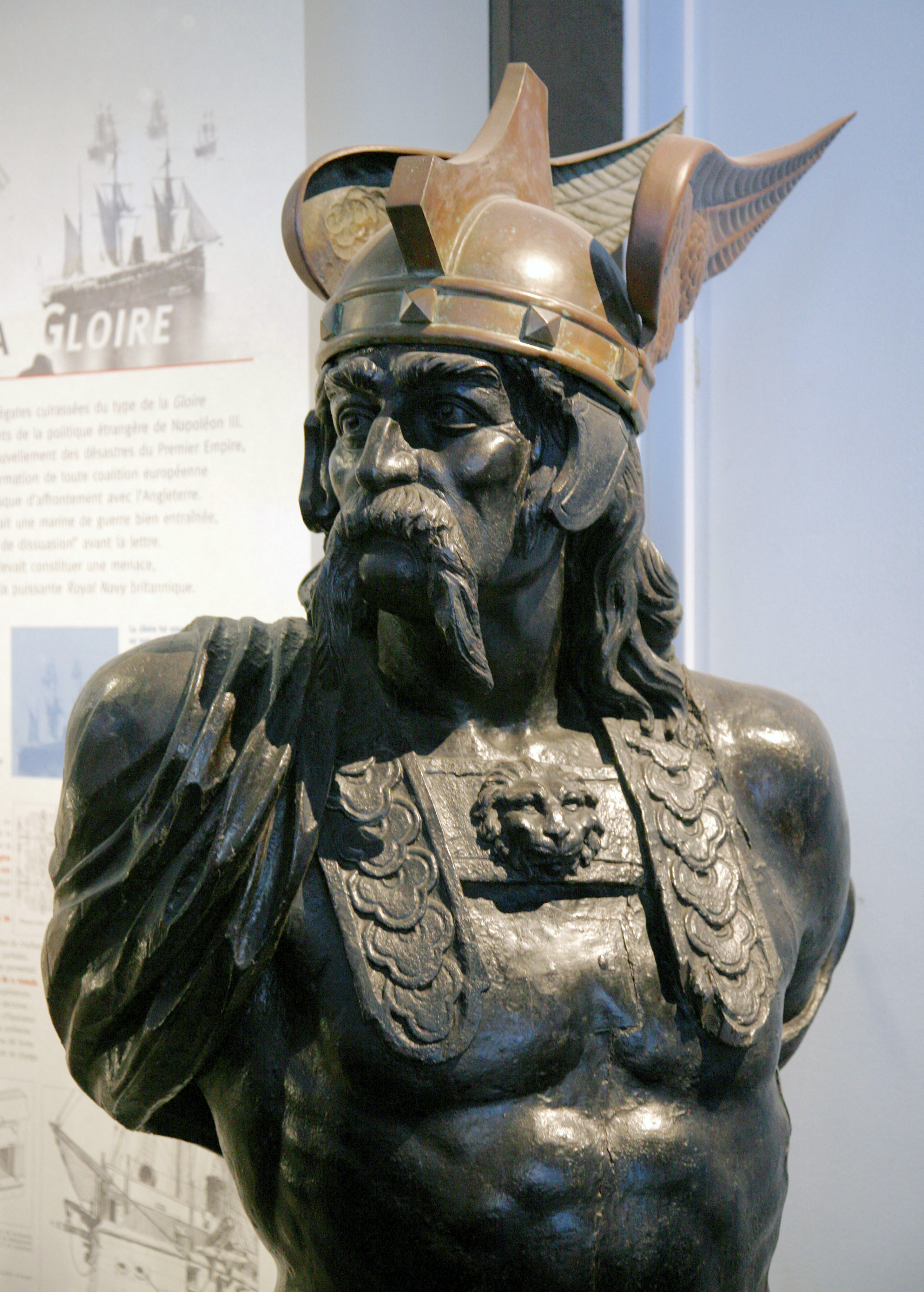
Бренн — вождь галльського племені сенонів. Бюст у Національному музеї морського флоту (Париж)

Га́лли (лат. Galli, дав.-гр. Γαλάται, Galátai) — група кельтських народів континентальної Європи в залізну добу та римський період (приблизно з V ст. до нашої ери до V ст. нашої ери). Місцевість, яку населяли галли в римський період, була знана як Галлія (відповідає сьогоднішнім Франції, Бельгії та Швейцарському плато). Їхня галльська мова утворює основну гілку континентальних кельтських мов.
Галли виникли приблизно в V ст. до нашої ери як носії латенської культури на північ від Альп (розповсюджені по землях між Сеною, Середнім Рейном і верхньою Ельбою). До IV ст. до нашої ери вони поширились на більшій частині території Франції, Бельгії, Нідерландів, Іспанії, Португалії, Швейцарії, Південної Німеччини, Австрії, Чехії та Словаччини завдяки контролю торгових шляхів уздовж річкових систем Рони, Сени, Рейну та Дунаю. Вони також швидко з'явились у Північній Італії, Балканах, Трансильванії та Галатії. Галлія ніколи не була об'єднана під єдиним правителем або урядом, але галльські племена були здатні об'єднувати свої сили у широкомасштабних військових операціях. Піку своєї могутності вони досягли на початку 3 століття до н. е.
Після закінчення Першої пунічної війни щораз міцніша римська республіка все сильніше чинила тиск на галльську сферу впливу. Програна галлами битва при Теламоні 225 р. до н. е. символізувала початок поступового занепаду галльської влади, що поглиблювався протягом всього II століття до н. е. аж до остаточного завоювання Галлії Юлієм Цезарем у Галльських війнах 50-х років до н. е.
Після того, як Галлія стала провінцією Римської імперії, галли культурно пристосувалися до римського світу, асимілюючись і сприяючи формуванневі гібридної галло-римської культури.
Вважається, що етнонім «галли» пов'язаний із давньоірландським gal — «лютий, відважний» (а зовсім не з лат. gallus, «півень», як це часто стверджується у популярній літературі). Він зберігся у сучасних ірландській та шотландській мовах, які власне й називаються гельськими, а також у топоніміці. В Європі, на землях, де так чи інакше зафіксовано перебування стародавніх кельтів, збереглися численні назви, похідні від цього етноніму: Гелтахт в Ірландії, Галлія, як історична назва сучасної Франції, Галац, місто в Румунії, Галісія в Іспанії, Галлілея, Галатія тощо.
Після Галльських воєн Цезаря (58 — 51 роки до н. е.) розрізняли:
- аквітанські галли, з територією між Піренеями та Гаронною (фр. Garonne);
- бельгійські галли, або белги; територія від Сени до Рейну;
- кельтські галли, або кельти з територією між Гаронною та Сан-Марном.